# خطبه شقشقیه
خطبهٔ شِقْشِقیِّه سومین سخنرانی علی بن ابی‌طالب است که در کتاب نهج‌البلاغه ذکر شده است. این خطبه از مشهورترین خطبه‌های امام نخست شیعیان به‌شمار می‌رود. این خطبه شامل شکواییه‌هایی است که امیرالمؤمنین علی بن ابی‌طالب در مورد ماجرای سقیفه و خلافت ابوبکر، عمر و عثمان ذکر کرده است. همچنین نخستین امام شیعیان و چهارمین خلیفه اهل سنت، در این خطبه انتخاب گزینه صبر را در برابر قیام و جنگ با دیگر خلفا بازگو کرده است. علی بن ابی‌طالب در مورد خلافت در این خطبه چنین می‌گوید:
هان، به خدا قسم ابوبکر پسر ابوقحافه جامه خلافت را پوشید در حالی که می‌دانست جایگاه من در خلافت چون محور سنگ آسیا به آسیاست، سیل دانش از وجودم همچون سیل سرازیر می‌شود، و مرغ اندیشه به قلّه منزلتم نمی‌رسد. اما از خلافت چشم پوشیدم، و روی از آن برتافتم، و عمیقاً اندیشه کردم که با دست بریده و بدون یاور بجنگم، یا آن عرصه گاه ظلمت کور را تحمل نمایم، فضایی که پیران در آن فرسوده، و کم سالان پیر، و مؤمن تا دیدار حق دچار مشقت می‌شود!
دیدم خویشتنداری در این امر عاقلانه تر است، پس صبر کردم در حالی که گویی در دیده‌ام خاشاک بود، و غصه راه گلویم را بسته بود! می‌دیدم که میراثم به غارت می‌رود. تا نوبت اولی سپری شد، و خلافت را پس از خود به پسر خطّاب واگذارد. شگفتا! اولی بااینکه در زمان حیاتش می‌خواست حکومت را واگذارد، ولی برای بعدخود عقد خلافت را جهت دیگری بست. چه سخت هر کدام به یکی از دو پستان حکومت چسبیدند! حکومت را به فضایی خشن کشانیده، و به کسی رسید که کلامش درشت، و همراهی با او دشوار، و لغزشهایش فراوان، و معذرت خواهیش زیاد بود. بودن با حکومت او کسی را می ماندکه بر شتر چموش سوار است، که اگر مهارش را بکشد بینی اش زخم شود، و اگر رهایش کند خود و راکب را به هلاکت اندازد! به خدا قسم امت در زمان اودچاراشتباه و ناآرامی، و تلوّن مزاج و انحراف از راه خدا شدند. آن مدت طولانی را نیز صبر کردم، و بار سنگین هر بلایی را به دوش کشیدم. تا زمان او هم سپری شد، و امر حکومت را به شورایی سپرد که به گمانش من هم یکی از آنانم! خداوندا چه شورایی! من چه زمانی در برابر اولین آنها در برتری و شایستگی مورد شک بودم که امروزهمپایه این اعضای شورا قرار گیرم؟! ولی در نشیب و فراز شورا با آنان هماهنگ شدم، در آنجا یکی به خاطر کینه اش به من رأی نداد، و دیگری برای بیعت به دامادش تمایل کرد، و مسائلی دیگر که ذکرش مناسب نیست. تا سومی به حکومت رسید که برنامه ای جز انباشتن شکم و تخلیه آن نداشت، و دودمان پدری او (بنی امیه) به همراهی او برخاستند و چون شتری که گیاه تازه بهار را با ولع می‌خورد به غارت بیت المال دست زدند، در نتیجه این اوضاع رشته اش پنبه شد، و اعمالش کار او را تمام ساخت، و شکمبارگی سرنگونش نمود.
آن گاه چیزی مرا به وحشت نینداخت جز اینکه مردم همانند یال کفتار بر سرم ریختند، و از هر طرف به من هجوم آورند، به طوری که دو فرزندم در آن ازدحام کوبیده شدند، و ردایم از دو جانب پاره شد، مردم چونان گله گوسپند محاصره ام کردند. اما همین که به امر خلافت اقدام نمودم گروهی پیمان شکستند، و عده ای از مدار دین بیرون رفتند، و جمعی دیگر سر به راه طغیان نهادند، گویی هر سه طایفه این سخن خدا را نشنیده بودند که می‌فرماید: «این سرای آخرت را برای کسانی قرار داده‌ایم که خواهان برتری و فساد در زمین نیستند، و عاقبت خوش از پرهیزکاران است.» چرا، به خدا قسم شنیده بودند و آن را از حفظ داشتند، امّا زرق و برق دنیا چشمشان را پر کرد، و زیور و زینتش آنان را فریفت. هان! به خدایی که دانه را شکافت، و انسان را به وجود آورد، اگر حضور حاضر، و تمام بودن حجت بر من به خاطر وجود یاور نبود، و اگر نبود عهدی که خداوند از دانشمندان گرفته که در برابر شکمبارگی هیچ ستمگر و گرسنگی هیچ مظلومی سکوت ننمایند، دهنه شتر حکومت را بر کوهانش می‌انداختم، و پایان خلافت را با پیمانه خالی اولش سیراب می‌کردم، آنوقت می‌دیدید که ارزش دنیای شما نزد من از اخلاط دماغ بز کمتر است)
«شِقشِقیَّة» در لغت به معنای شُش است که شتر در هنگام هیجان و نفس‌نفس زدن، آن را از دهان بیرون می‌پرانَد و در زیرِ گلو صدا می‌کند و در نخستین بار، بیننده آن را با زبان حیوان اشتباه می‌گیرد. معنای دیگر شقشقیه، چیزی شبیه بادکنک است که هنگام خشم شتر از زیرِ گلو بیرون می‌زند و پس از آرام شدنِ شتر، ناپدید می‌گردد.
ویلفرد مادلونگ در کتاب «جانشینی محمد: پژوهشی در خلافت نخستین» گزیده‌ای از متن یکی از نامه‌های علی را به نقل از الغارات ثقفی آورده است که رویکردی مشابه و مضمونی کامل‌تر دارد و در ترجمه فارسی کتاب متن کامل نامه آورده شده است.
شرح صوتی خطبه شقشقیه در دو جلسه جلسه اول جلسه دوم